# Chapelle Notre-Dame de Constance
La chapelle Notre-Dame de Constance est un édifice religieux situé dans le département du Var, sur la commune de Bormes-les-Mimosas.

## Historique
La chapelle fut érigée au XIIIe siècle à l’instigation de Constance de Provence, par les chartreux de la Verne.
La chapelle est un site naturel classé depuis le 13 juillet 1926. Elle est également répertoriée à l’inventaire général du patrimoine culturel.

## Description
La chapelle abrite une collection de vitraux relatant la vie du Christ et surplombe le paysage sur une élévation de 324 m avec une table d'orientation inaugurée en 1980.

## Galerie

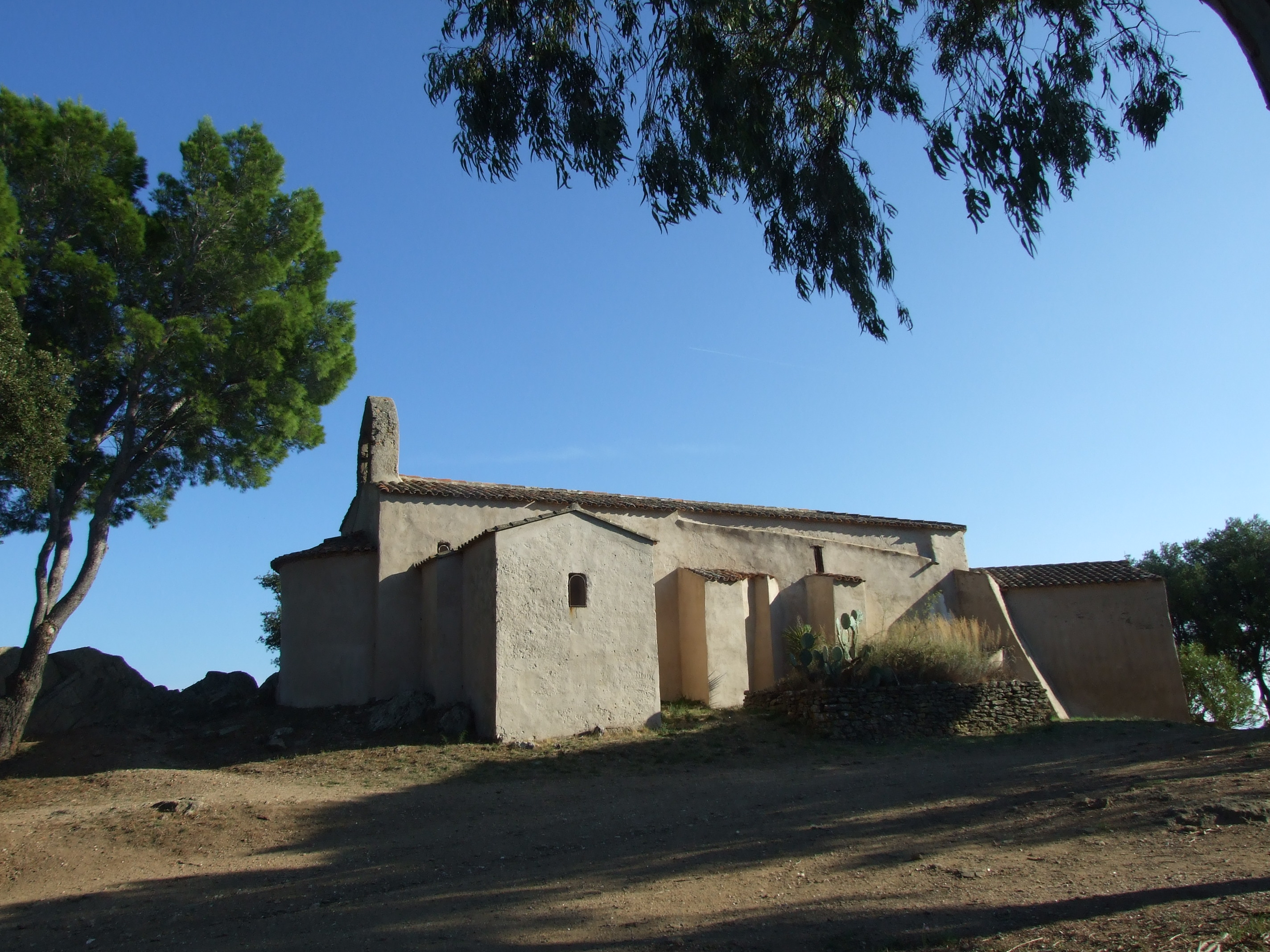
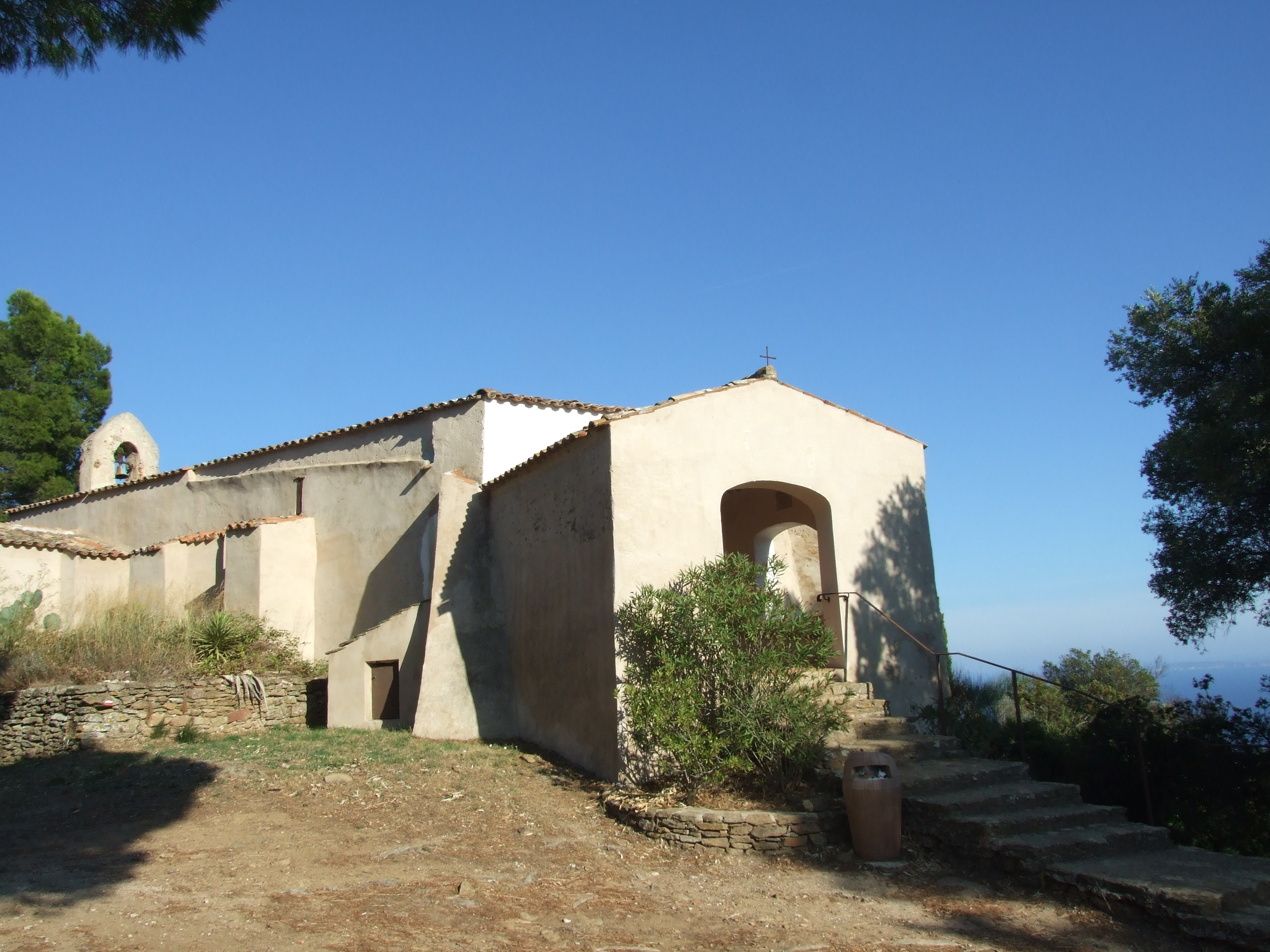
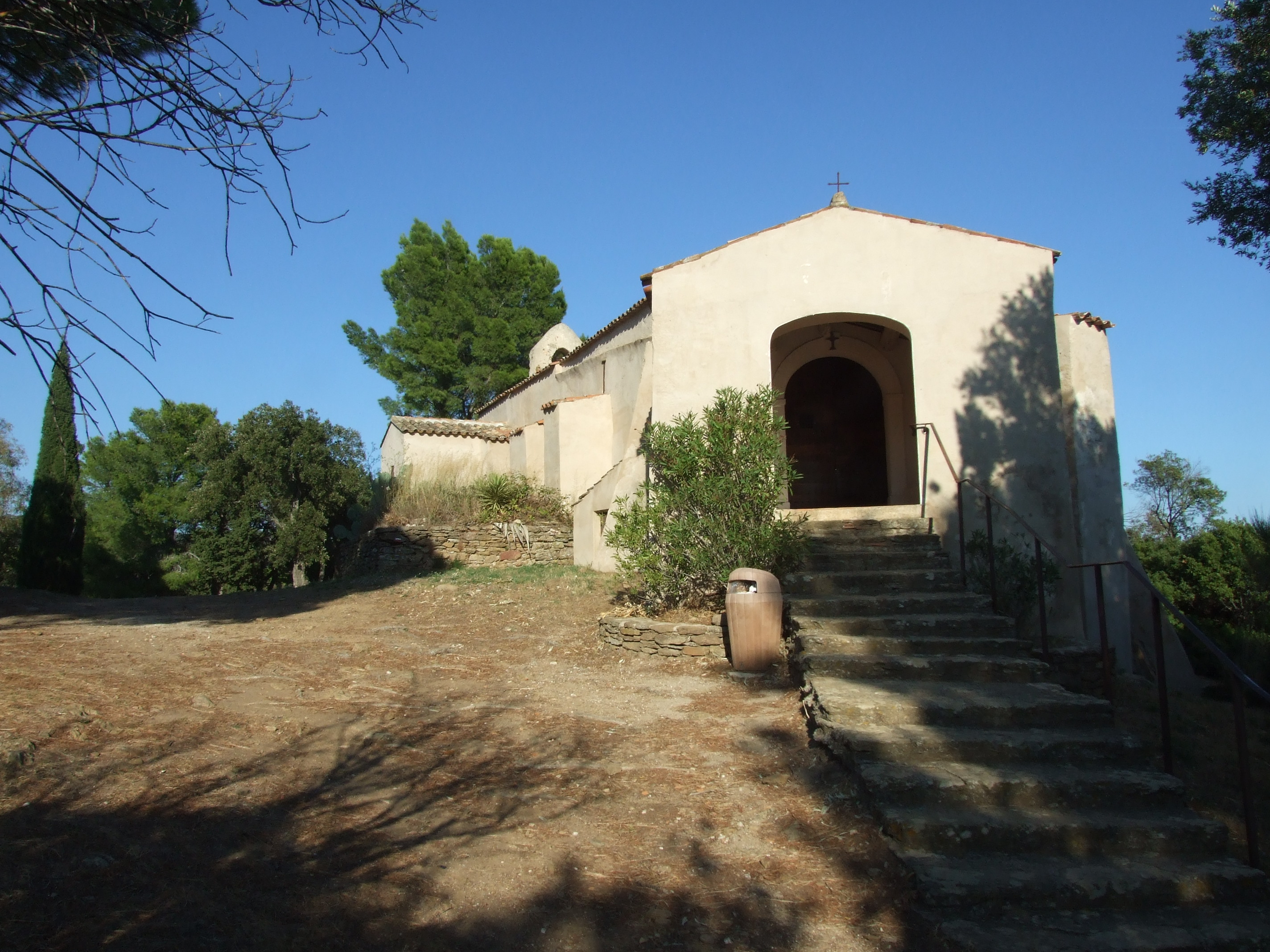
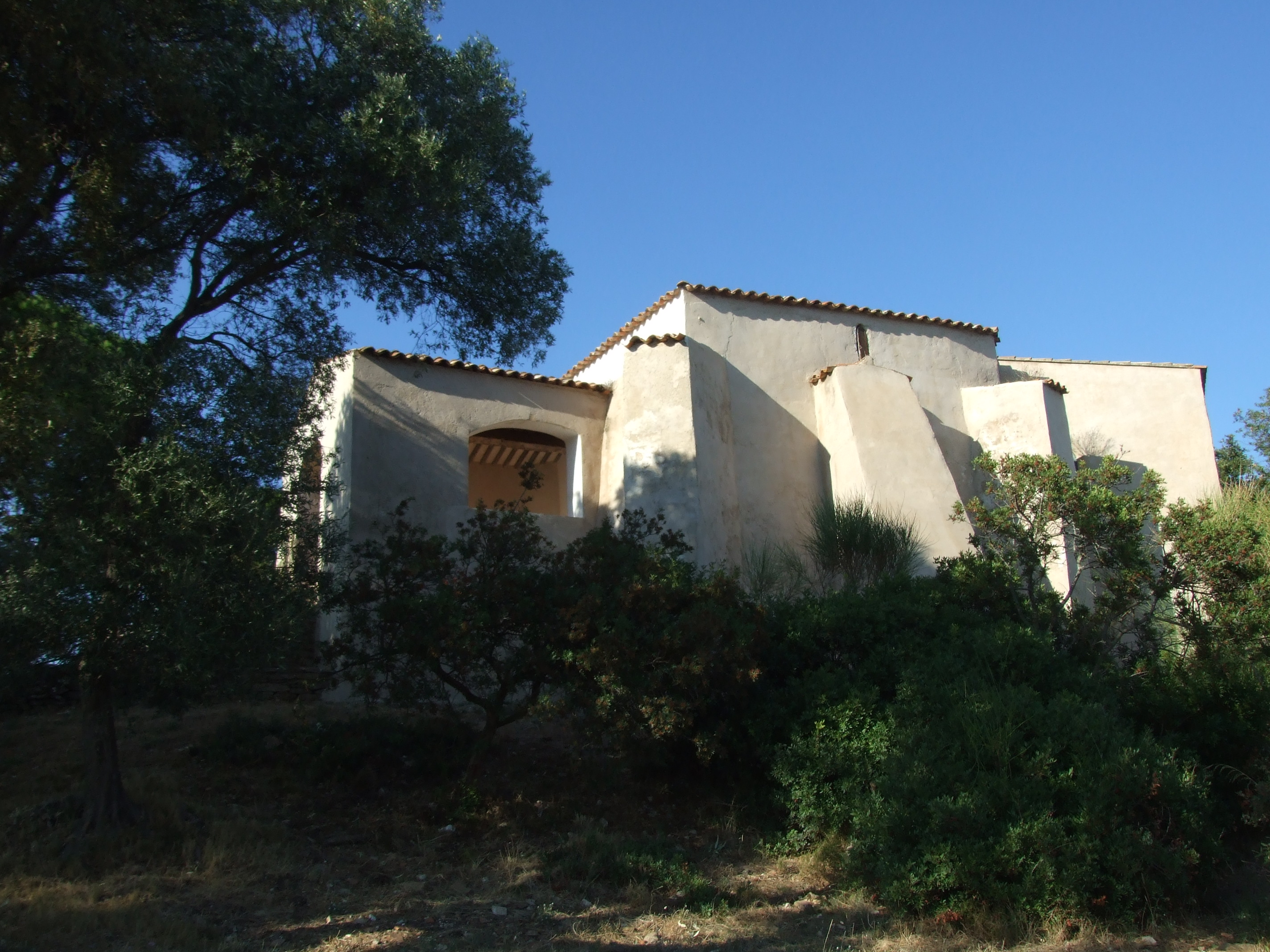
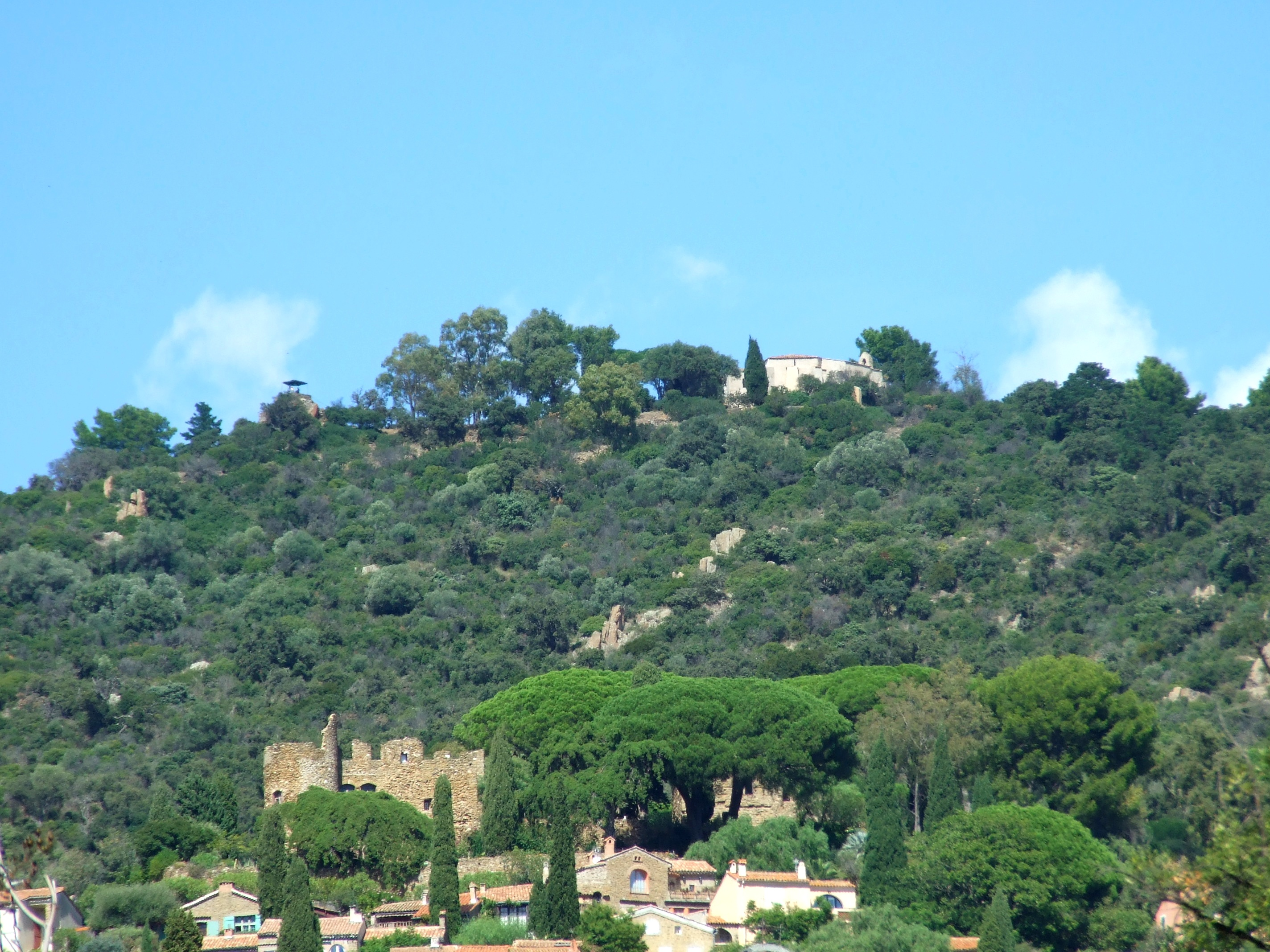
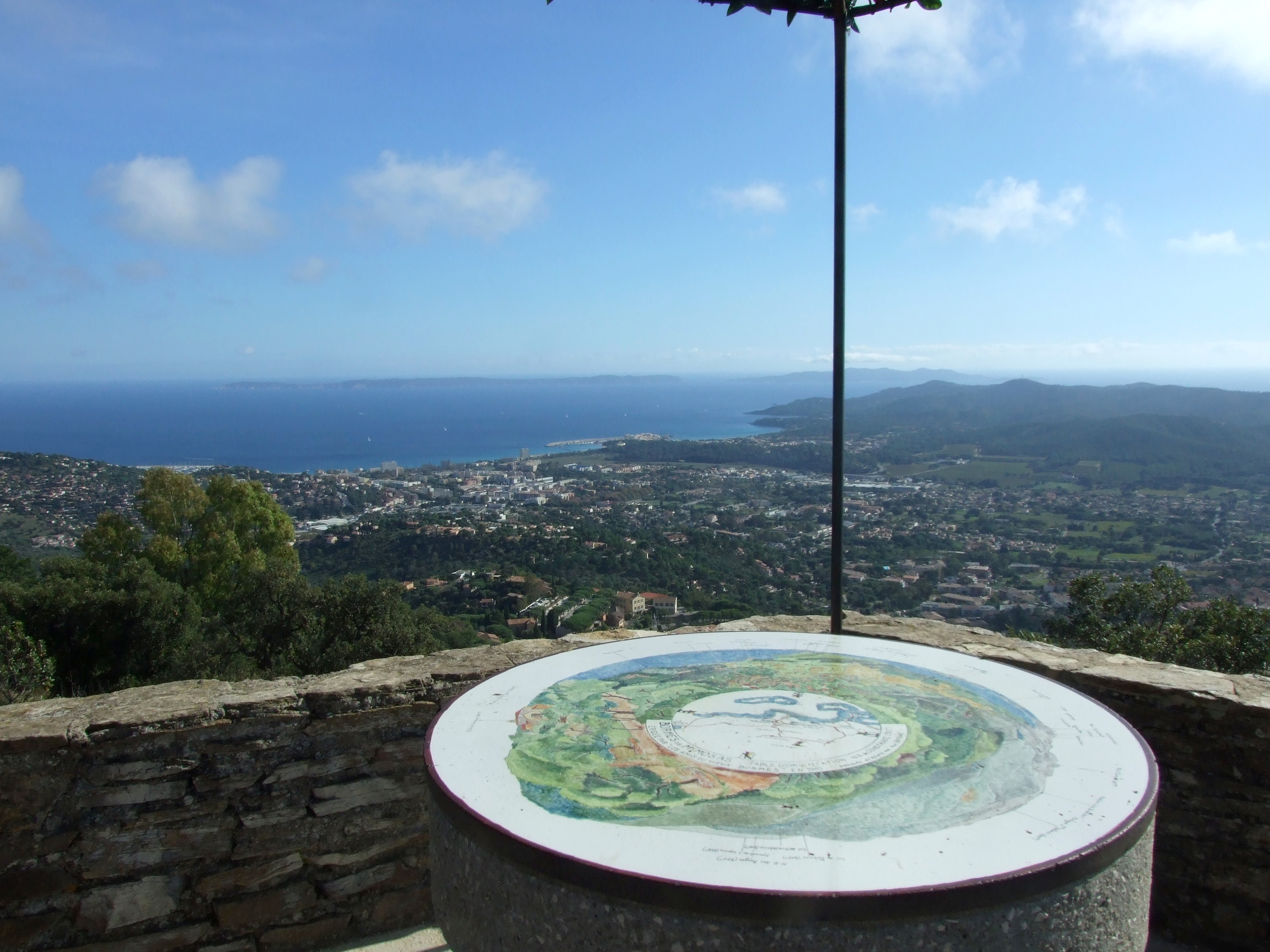